# Unanimated
Unanimated (с англ. — «Неодушевлённый») — шведская мелодик-блэк/дэт-метал группа, основанная в 1988 году. Является одним из основоположников мелодичного блэк-метала. До своего распада в 1996 году группа успела выпустить два альбома, In the Forest of the Dreaming Dead и Ancient God of Evil. В 2007 году группа была вновь собрана и продолжает творческую активность.

## История
Группа образовалась в Стокгольме в 1988 году. Во многом вдохновленные Dismember, они записали два мелодик-дэт-метал альбома. В 1993 году их дебютный альбом In the Forest of the Dreaming Dead был выпущен на лейбле Pavement Music. Альбом считается одной из первых работ, в которой смешивается звучание мелодичного дэт-метала с блэк-металом. В 1995 году на независимом шведском лейбле No Fashion Records был выпущен второй альбом Ancient God of Evil. Группа также внесла свой вклад в трибьют-альбом Slayer Slatanic Slaughter II (1996), выпустив кавер на «Dead Skin Mask». Их музыка является образцом шведского мелодик-дэт-метала, и, хотя в основном это дэт-метал, в их звучании чувствуется влияние блэк-метала. Группа была распущена в 1996 году. Бывшие участники внесли свой вклад в другие проекты, такие как Therion, Entombed и Dismember.
В 2007 году группа была реформирована, а в апреле 2008 года музыканты подписали контракт с Regain Records. В апреле 2009 года группа выпустила новый альбом под названием In The Light Of Darkness. В 2011 году, спустя 20 лет после своего появления в Unanimated, барабанщик Петер Стьернвинд решил расстаться с группой. Его заменил барабанщик Unleashed Андерс Шульц. В том же году группа объявила, что работает над материалом для нового альбома. В 2018 году они объявили на своей странице в Facebook, что подписали контракт на 3 альбома с Century Media Records.
В октябре 2021 года группа анонсировала свой четвёртый студийный альбом Victory in Blood, который должен выйти 3 декабря того же года на лейбле Century Media.

## Состав

### Текущий состав
- Йохан Болин — гитара (1988—1996, 2007 — настоящее время)
- Ричард Кабеза — вокал (1988—1991), бас-гитара (1990—1991, 1993—1996, 2007 — настоящее время)
- Мик Броберг — вокал (1991—1996, 2007 — настоящее время)
- Сет Тейтан — гитара (2009 — настоящее время)
- Андерс Шульц — ударные (2011 — настоящее время)

### Бывшие участники
- Тим Страндберг — бас-гитара (1988—1990)
- Петер Стьернвинд — ударные (1988—1996, 2007—2011)
- Крис Альварес — гитара (1988—1990)
- Йонас Меллберг — гитара (1991—1996)
- Даниэль Лофтхаген — бас-гитара (1993)
- Джок Вестман — клавишные (1993)

## Дискография

### Полноформатные альбомы
- In the Forest of the Dreaming Dead (1993)
- Ancient God of Evil (1995)
- In the Light of Darkness (2009)
- Victory in Blood (2021)

### Мини-альбомы
- Annihilation (2018)

### Демо
- Rehearsal Demo 1990 (1990)
- Fire Storm (1991)